# ディジット
1. シャフトメント (Shaftment)
2. ハンド (Hand)
3. パーム (Palm)
4. スパン (Span)
5. フィンガー (Finger)
6. ディジット (Digit)

ディジット(digit) は、長さの単位、あるいは、割合の単位である。
ディジットは、ラテン語で「親指以外の手指」を意味するディギトゥス (digitus) に由来する（英語の finger にあたる）。

## 長さ
元々は、大人の指（親指を除く）1本の幅に由来する身体尺である。

### 古代
古代エジプトでは、1⁄28キュビット ≒ 1.9 cm を表した。
古代ギリシャでは、1⁄40 キュビット ≒ 1.14 cm を表した（古代エジプトとはキュビットの長さが異なる）。

### ヤード・ポンド法
ヤード・ポンド法では、1⁄16 フィート = 3⁄4 インチと定義された。「2キュビット = 1ヤード」とされる換算率を使って古代風にキュビットで表すと、1⁄24 キュビットとなる。
国際インチによれば正確に 1.905 センチメートルとなる。
他に以下のような腕に関する単位があるが、どれも現在では使用されていない。
- フィンガー (finger) -- 7/6 ディジット
- パーム (palm) -- 4 ディジット
- ハンド (hand) -- 16/3 ディジット
- シャフトメント（英語版） (shaftment) -- 8 ディジット
- スパン (span) -- 12 ディジット
- キュビット (cubit) -- 24 ディジット
- エル (ell) -- 60 ディジット

ディジットはネイルとほぼ等しいが、ネイルはそれ以外に、1/16ヤードや、長さ以外の物理量を意味することもある。

## 割合
古代から少なくとも18世紀までの天文学で、1⁄12 を表す割合の単位として、食の割合を表すのに使われた。つまり、太陽や月の視直径（見た目の直径）を12ディジットとして、日食や月食で欠けた割合を表した。